# Эдервилл (Кентукки)
Эдервилл (англ. Adairville) — город, расположенный в округе Логан, Кентукки, США. По переписи 2000 года население составляет 920 человек.

## География
Эдервилл расположен на координатах 36°40′07″ с. ш. 86°51′14″ з. д. (36.668489, −86.853987). Согласно Бюро переписи населения США, город имеет площадь в 3.4 км².

## Демография
По переписи 2000 года в Эдервилле проживает 920 человек, имеется 398 домохозяйств и 267 семей, проживающих в городе. Плотность населения 271.2 чел./км ². В городе 431 единицы жилья со средней плотностью 127.0 чел./км². Расовый состав состоит из 79,13 % белых, 18,70 % афроамериканцев, 0,43 % коренных американцев, 0,87 % других рас и 0,87 % — две или более рас. Латиноамериканцев любой расы — 2,61 %.
В городе существует 398 домохозяйств, в которых 28,4 % семей имеют детей в возрасте до 18 лет, проживающих с ними, имеется 47,2 % супружеских пар, живущих вместе, 16,8 % женщин проживают без мужей, а 32,9 % не имеют семьи. 31,4 % всех домохозяйств состоят из отдельных лиц и 16,3 % являются одинокие люди в возрасте 65 лет и старше. Средний размер домохозяйства 2.31, средний размер семьи 2.79.
В городе проживает 23,5 % населения в возрасте до 18 лет, 7,4 % с 18 до 24 лет, 26,4 % с 25 до 44 лет, 26,1 % от 45 до 64 лет и 16,6 % от 65 лет и старше. Средний возраст составляет 40 лет. На каждые 100 женщин приходится 85.9 мужчин, а на каждые 100 женщин в возрасте 18 лет и старше насчитывается 79.6 мужчин.
Средний доход на домохозяйство составляет $27,266, средний доход на семью $40,139. Мужчины имеют средний доход $26,618 против $20,568 у женщин. Доход на душу населения в городе равен $15,490. 9,6 % семей или 13,9 % населения живут за чертой бедности, в том числе 14,9 % из них моложе 18 лет и 21,1 % в возрасте 65 лет и старше.